# محاصره سینوپ
محاصره سینوپ (انگلیسی: Siege of Sinope) در سال ۱۲۱۴ روی داد و منجر به محاصره و تصرف موفقیت‌آمیز سینوپ توسط ترکان سلجوقی به فرماندهی سلطان کیکاوس اول (ق. ۱۲۱۱–۱۲۲۰) شد. سینوپ در ساحل دریای سیاه در ترکیه مدرن، یک شهر بندری مهم در دوره‌ای بود که امپراتوری ترابوزان آن را در اختیار داشت. امپراتوری ترابوزان یکی از دولت‌های جانشین بیزانس بود که پس از جنگ صلیبی چهارم تشکیل شد. این محاصره توسط ابن بی‌بی، مورخ دوره سلجوقی، با جزئیاتی شرح داده شده است. آلکسیوس اول، امپراتور ترابوزان (در حدود ۱۲۰۴–۱۲۲۲) ارتش را برای شکستن محاصره رهبری کرد، اما او در نبرد شکست خورد و اسیر شد، و شهر سینوپ در یکم نوامبر تسلیم شد.